# 金東兗
金 東兗（キム・ドンヨン、韓国語: 김동연、1957年1月28日 - ）は、韓国の政治家。第36代京畿道知事。経済副首相兼企画財政部長官を務めた。
本貫は慶州金氏。
2025年4月9日、同年6月3日に執行される第21代大統領選挙へ立候補することを表明した。